# Semi-marathon de Ras el Khaïmah
Le Semi-marathon de Ras el Khaïmah est une course à pied d'une distance classique de 21,1 km dans la ville de Ras el Khaïmah, aux Émirats arabes unis. Il a lieu tous les ans au mois de février depuis 2007.
Le semi-marathon de Ras el Khaïmah fait partie des IAAF Road Race Label Events, dans la catégorie des « Labels d'or ».

## Faits marquants
- L'édition 2007 voit le Kényan Samuel Wanjiru battre le record du monde de semi-marathon.

- Lors de l'édition 2011, la Kényane Mary Keitany bat à son tour le record du monde féminin en étant la première femme sous les 1 heure et 6 minutes.

- En 2017, la Kényane Peres Jepchirchir abaisse le record du monde en 1 h 5 min 6 s.

- Le 8 février 2019, le Suisse Julien Wanders réalise un nouveau record d'Europe du semi-marathon en courant en 59 min 13 s. Il efface des tablettes l'ancienne marque détenue par le Britannique Mohamed Farah depuis 2015[1].

- Le 21 février 2020, l'Éthiopienne Ababel Yeshaneh réalise un nouveau record du monde féminin du semi-marathon en 1 h 4 min 31 s[2],[3].

## Vainqueurs

### Hommes
| Année | Vainqueur                                   | Pays                                        | Temps                                       |
| ----- | ------------------------------------------- | ------------------------------------------- | ------------------------------------------- |
| 2007  | Samuel Wanjiru                              | Kenya                                       | 58 min 53 s (RM)                            |
| 2008  | Patrick Makau                               | Kenya                                       | 59 min 35 s                                 |
| 2009  | Patrick Makau                               | Kenya                                       | 58 min 52 s                                 |
| 2010  | Geoffrey Mutai                              | Kenya                                       | 59 min 43 s                                 |
| 2011  | Deriba Merga                                | Éthiopie                                    | 59 min 25 s                                 |
| 2012  | Dennis Kipruto Koech                        | Kenya                                       | 1 h 00 min 40 s                             |
| 2013  | Geoffrey Kipsang                            | Kenya                                       | 58 min 54 s                                 |
| 2014  | Lelisa Desisa                               | Éthiopie                                    | 59 min 36 s                                 |
| 2015  | Mosinet Geremew                             | Éthiopie                                    | 1 h 00 min 05 s                             |
| 2016  | Birhanu Legese                              | Éthiopie                                    | 1 h 00 min 40 s                             |
| 2017  | Bedan Karoki                                | Kenya                                       | 59 min 10 s                                 |
| 2018  | Bedan Karoki                                | Kenya                                       | 58 min 42 s                                 |
| 2019  | Stephen Kiprop                              | Kenya                                       | 58 min 42 s                                 |
| 2020  | Kibiwott Kandie                             | Kenya                                       | 58 min 58 s                                 |
| 2021  | Annulé en raison de la pandémie de Covid-19 | Annulé en raison de la pandémie de Covid-19 | Annulé en raison de la pandémie de Covid-19 |
| 2022  | Jacob Kiplimo                               | Ouganda                                     | 57 min 56 s                                 |
| 2023  | Benard Kibet Koech                          | Kenya                                       | 58 min 45 s                                 |

### Femmes
| Année | Vainqueur                                   | Pays                                        | Temps                                       |
| ----- | ------------------------------------------- | ------------------------------------------- | ------------------------------------------- |
| 2007  | Berhane Adere                               | Éthiopie                                    | 1 h 10 min 58 s                             |
| 2008  | Salina Kosgei                               | Kenya                                       | 1 h 12 min 29 s                             |
| 2009  | Dire Tune                                   | Éthiopie                                    | 1 h 07 min 18 s                             |
| 2010  | Elvan Abeylegesse                           | Turquie                                     | 1 h 07 min 07 s                             |
| 2011  | Mary Keitany                                | Kenya                                       | 1 h 05 min 50 s (RM)                        |
| 2012  | Mary Keitany                                | Kenya                                       | 1 h 06 min 49 s                             |
| 2013  | Lucy Kabuu                                  | Kenya                                       | 1 h 06 min 09 s                             |
| 2014  | Priscah Jeptoo                              | Kenya                                       | 1 h 07 min 02 s                             |
| 2015  | Mary Keitany                                | Kenya                                       | 1 h 06 min 02 s                             |
| 2016  | Cynthia Limo                                | Kenya                                       | 1 h 06 min 04 s                             |
| 2017  | Peres Jepchirchir                           | Kenya                                       | 1 h 05 min 06 s (RM)                        |
| 2018  | Fancy Chemutai                              | Kenya                                       | 1 h 04 min 52 s                             |
| 2019  | Senbere Teferi                              | Éthiopie                                    | 1 h 05 min 45 s                             |
| 2020  | Ababel Yeshaneh                             | Éthiopie                                    | 1 h 04 min 31 s (RM)                        |
| 2021  | Annulé en raison de la pandémie de Covid-19 | Annulé en raison de la pandémie de Covid-19 | Annulé en raison de la pandémie de Covid-19 |
| 2022  | Girmawit Gebrzihair                         | Éthiopie                                    | 1 h 04 min 14 s                             |
| 2023  | Hellen Obiri                                | Kenya                                       | 1 h 05 min 05 s                             |